# SEGA ROCK
SEGA ROCK（セガロック）はセガから発売されたゲームのサウンドをロックアレンジした楽曲、およびそれを演奏するユニット。2004年を中心にウェーブマスターより計2枚のスタジオ録音と1枚のライブ盤をリリースしている。

## 概要
小柳"cherry"昌法氏の呼びかけに集まったメンバーが、約1カ月にわたってレコーディングを行なった。きっかけとなったのは2003年夏にハードロックイベントにおいてDeep Purpleのコピーバンドとして演奏したことが結成のきっかけとなった。今回の話が持ち上がったとき、Cherry氏は「'70年代のハードロックといえばこの人たちしかない」とメンバーにオファーを出した。

## メンバー
ボーカル：渡辺直樹
ギター：ルーク篁
キーボード：イトウシンタロウ
ベース：寺沢功一
ドラム：小柳"cherry"昌法

## 作品

### 「SEGA ROCK Vol.1」
- 2004年6月9日発売

1. GO!GO!セガラリー (AC・セガラリー2 タイトルBGM)
2. 原始～起～(AC・ゲイングランド ゲーム中BGM)
3. LAUGHTER (MD・ファンタシースター 千年紀の終わりに ラシーク戦BGM)
4. PHANTASY STAR III MAIN THEME (MD・ファンタシースターIII タイトルBGM)
5. Burning Hearts~炎のAngel (SS・バーニングレンジャー オープニングテーマ)
6. NEVER TO RETURN (マークIII・阿修羅 偶数面BGM)
7. PLANET MOTABIA (マークIII・ファンタシースター モタビア星フィールドBGM
8. IN THE BLUE SKY (AC・電脳戦機バーチャロン テムジンステージBGM)
9. セガサターン、シロ! (SS・セガサターン テーマソング)
10. ネームレジスト (AC・ソニックブーム ネームレジストBGM)

### 「SEGA ROCK Vol.2」
- 2004年6月9日発売

1. セガガガ・マーチ (DC・セガガガ メインテーマ）
2. SHINOBI (MD・ザ・スーパー忍2 タイトルBGM
3. THE END OF THE MILLENNIUM (MD・ファンタシースター 千年紀の終わりに タイトルBGM)
4. PLANET PALMA (マークIII・ファンタシースター パルマ星フィールドBGM)
5. 未来へと続く空 (SS・Victory Goal'96 オープニングテーマ)
6. WE FIGHT FOR FRIENDS (マークIII・阿修羅 奇数面BGM)
7. Victory Way (AC・ファンタジーゾーン エンディングBGM)
8. 播磨体操第一 (MD・ああ播磨灘 播磨体操第一BGM)
9. THE PLACE OF DEATH (MD・ファンタシースターII ボス戦BGM)
10. A Lullaby (SS・クロックワークナイト エンディングテーマ)

### 「SEGAROCKS LIVE IN JAPAN」
- 2004年12月15日発売

2004年6月9日に発売された『SEGAROCK Vol.1&2』のライブアルバム。2004年の9月4日の東京公演を収録。同梱のDVDにはその時の映像を収録している。
1. GO!GO! セガラリー
2. Burning Heart～炎のAngel
3. PHANTASY STAR III MAIN THEME
4. A Lullaby
5. THE END OF THE MILLENIUM
6. ネームレジスト
7. 播磨体操第一
8. セガサターン、シロ!
9. 未来へと続く空
10. Let's Go Away (Daytona USAより/新規です。SEGAROCK Vol.1 & 2には入っていません）
11. セガガガ・マーチ

※DVD収録内容
1. メンバーインタビュー
2. GO! GO!セガラリー
3. セガサターン、シロ!
4. セガガガ・マーチ

## 出演

### ライブ
2004年9月4日 SEGAROCKS IN JAPAN 東京竹芝・SHIBAURA CLUB HOLIDAY

### ラジオ
ラジオDCにて特別番組を放送（第一部　2004年6月1日〜6月7日、第二部 2004年6月8日〜6月14日）